# Miss Lorena
Miss Lorena es un concurso de belleza francés que selecciona una representante de la región de Lorena para el concurso nacional Miss Francia. La primera Miss Lorena fue coronada en 1962, aunque el título no se utilizó con regularidad hasta 1985.
La actual Miss Lorena es Assia Roosz-Tomenti, quien fue coronada Miss Lorena 2024 el 12 de octubre de 2024. Tres mujeres de Lorena han sido coronadas Miss Francia:
- Isabelle Krumacker, quien fue coronada Miss Francia 1973
- Sophie Perin, quien fue coronada Miss Francia 1975
- Sophie Thalmann, quien fue coronada Miss Francia 1998

## Resumen de resultados
- Ganadoras de Miss Francia: Isabelle Krumacker (1972); Sophie Perin (1974); Sophie Thalmann (1997)
- Primeras finalistas: Cynthia Tévéré (2004); Camille Chéyère (2008)
- Segunda finalista: Norma Klein (1969)
- Cuarta finalista: Flore Skoracki (1986); Justine Kamara (2016)
- Sextas finalistas: Marylène Bergmann (1975); Sarah Aoutar (2022)
- Top 12/Top 15: Florence Rose (1987); Betty Pierre (1991); Sandra Thiringer (2001); Emma Virtz (2018); Marine Sauvage (2021)

## Galería

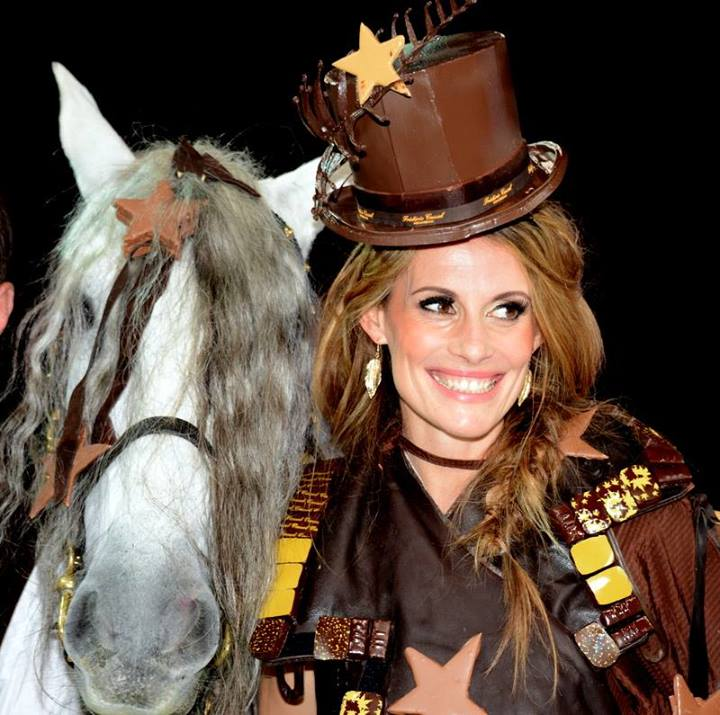
Miss Lorena 1997 y Miss Francia 1998 Sophie Thalmann
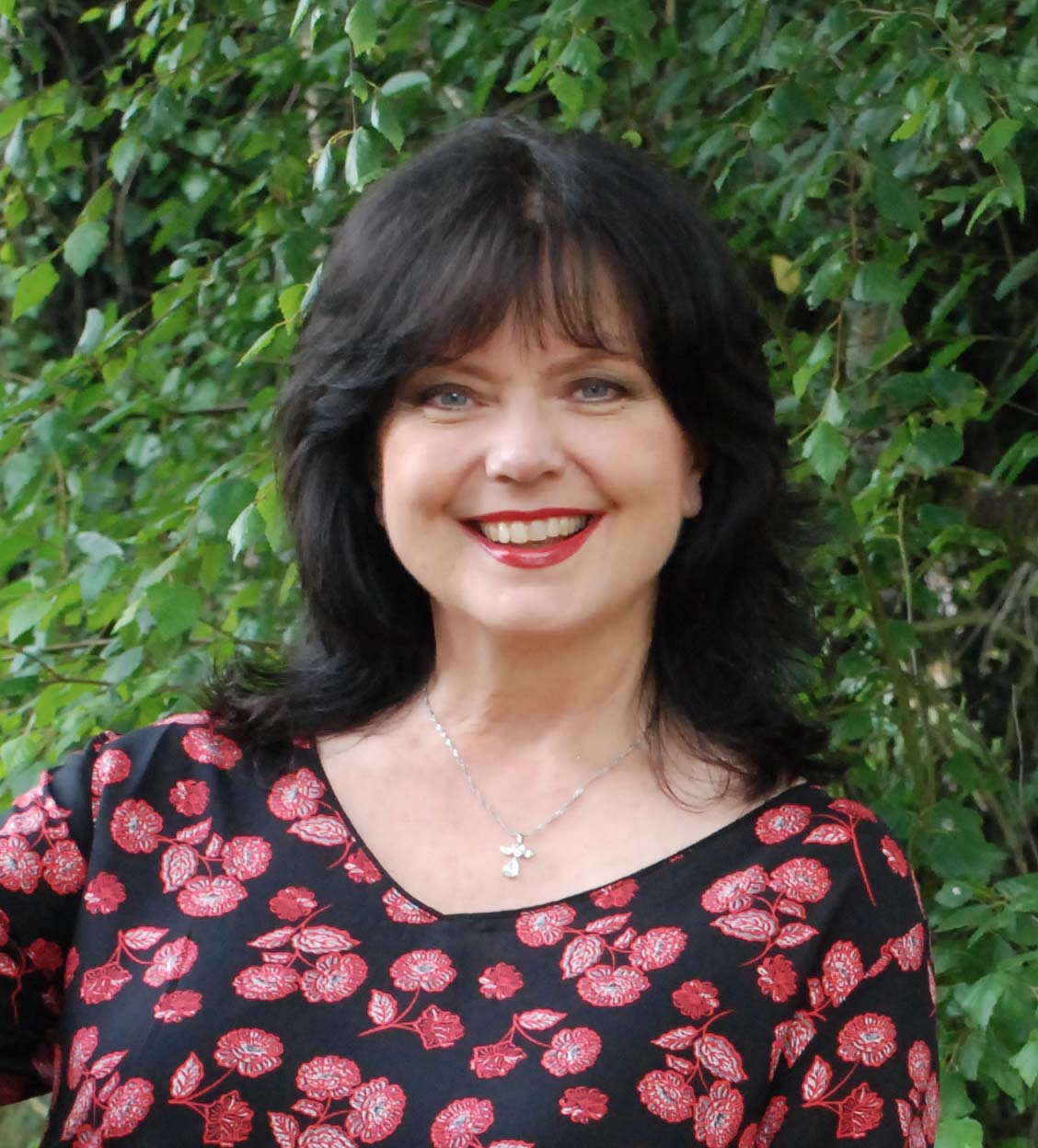
Miss Lorena 1975 Marylène Bergmann

## Ganadoras
| Año  | Nombre               | Edad | Altura          | Ciudad natal                 | Posición en Miss Francia | Notas |
| ---- | -------------------- | ---- | --------------- | ---------------------------- | ------------------------ | --- |
| 2024 | Assia Roosz-Tomenti  | 25   | 1,86 m (6′ 1″)  | Villerupt                    | Top 15                   | |
| 2023 | Angéline Aron-Clauss | 26   | 1,70 m (5′ 7″)  | Hilbesheim                   |                          | |
| 2022 | Sarah Aoutar         | 26   | 1,73 m (5′ 8″)  | Thionville                   | Top 15 (6.ª finalista)   | |
| 2021 | Marine Sauvage       | 23   | 1,75 m (5′ 9″)  | Ars-sur-Moselle              | Top 15                   | |
| 2020 | Diane Febvay         | 19   | 1,78 m (5′ 10″) | Piblange                     |                          | |
| 2019 | Ilona Robelin        | 18   | 1,80 m (5′ 11″) | Montenoy                     |                          | |
| 2018 | Emma Virtz           | 21   | 1,72 m (5′ 8″)  | Villers-lès-Nancy            | Top 12                   | |
| 2017 | Cloé Cirelli         | 21   | 1,72 m (5′ 8″)  | Amanvillers                  |                          | |
| 2016 | Justine Kamara       | 20   | 1,72 m (5′ 8″)  | Dombasle-sur-Meurthe         | Cuarta finalista         | |
| 2015 | Jessica Molle        | 18   | 1,70 m (5′ 7″)  | Corny-sur-Moselle            |                          | |
| 2014 | Charlène Lallemand   | 18   | 1,74 m (5′ 9″)  | Chantraine                   |                          | |
| 2013 | Charline Keck        | 19   | 1,79 m (5′ 10″) | Vigy                         |                          | |
| 2012 | Divanna Pljevalcic   | 20   | 1,72 m (5′ 8″)  | Saint-Avold                  |                          | |
| 2011 | Maud Pisa            | 21   | 1,77 m (5′ 10″) | Ham-sous-Varsberg            |                          | |
| 2010 | Maëva Pax            | 19   | 1,70 m (5′ 7″)  | Sarreinsming                 |                          | |
| 2009 | Marina Garau         | 22   | 1,74 m (5′ 9″)  | Bouzonville                  |                          | |
| 2008 | Camille Chéyère      | 21   | 1,79 m (5′ 10″) | Thionville                   | Primera finalista        | |
| 2007 | Aurélie Charlier     | 21   | 1,74 m (5′ 9″)  | Homécourt                    |                          | |
| 2006 | Anaïs Piquée         | 19   | 1,80 m (5′ 11″) | Épinal                       |                          | |
| 2005 | Béatrice Thiery      | 19   | 1,76 m (5′ 9″)  | Jarny                        |                          | |
| 2004 | Cynthia Tévéré       | 20   | 1,83 m (6′ 0″)  |                              | Primera finalista        | Top 12 en Miss Internacional 2005                                                                        |
| 2003 | Marielle Masson      |      |                 |                              |                          | |
| 2002 | Laetitia Ambiehl     |      |                 | Gandrange                    |                          | |
| 2001 | Sandra Thiringer     |      |                 |                              | Top 12                   | |
| 2000 | Aurélie Peter        |      |                 | Saint-Étienne-lès-Remiremont |                          | |
| 1999 | Audrey Christophe    | 19   | 1,72 m (5′ 8″)  |                              |                          | |
| 1998 | Karine Meier         | 18   | 1,84 m (6′ 0″)  |                              |                          | Meier fue destituida tras participar en Miss Francia, y fue reemplazada por Henry, su primera finalista. |
| 1998 | Virginie Henry       |      |                 |                              | No compitió              | Meier fue destituida tras participar en Miss Francia, y fue reemplazada por Henry, su primera finalista. |
| 1997 | Sophie Thalmann      | 21   | 1,81 m (5′ 11″) | Bar-le-Duc                   | Miss Francia 1998        | Compitió en Miss Universo 1998                                                                           |
| 1996 | Manuela Pereira      | 21   | 1,76 m (5′ 9″)  | Jezainville                  |                          | |
| 1995 | Estelle Kuntz        |      |                 |                              |                          | |
| 1994 | Sandrine Zannoni     |      |                 |                              |                          | |
| 1993 | Karine Gautier       |      |                 |                              |                          | |
| 1992 | Cécile Bolis         |      |                 |                              |                          | |
| 1991 | Betty Pierre         |      |                 |                              | Top 12                   | |
| 1990 | Véronique Mangenot   |      |                 |                              |                          | |
| 1989 | Gabrielle Hauss      |      |                 |                              |                          | |
| 1988 | Marylin Kasel        |      |                 |                              |                          | |
| 1987 | Florence Rose        |      |                 |                              | Top 12                   | |
| 1986 | Flore Skoracki       |      |                 |                              | Cuarta finalista         | |
| 1985 | Aline Zuzek          |      |                 |                              |                          | |
| 1981 | Valérie Wucher       |      |                 |                              |                          | |
| 1979 | Valérie Kohler       |      |                 |                              |                          | |
| 1978 | Myriam Moingeon      |      |                 |                              |                          | |
| 1977 | Dominique Trotot     |      |                 |                              |                          | |
| 1976 | Jacqueline Bayer     |      |                 |                              |                          | |
| 1975 | Marylène Bergmann    |      |                 | Verdún                       | Sexta finalista          | |
| 1974 | Sophie Perin         | 17   |                 | Talange                      | Miss Francia 1975        | Miss Internacional 1976                                                                                  |
| 1972 | Isabelle Krumacker   | 16   |                 | Troisfontaines               | Miss Francia 1973        | Top 15 en Miss Internacional 1975, y compitió en Miss Universo 1973 y Miss Mundo 1973                    |
| 1970 | Murielle Jacquot     |      |                 |                              |                          | |
| 1969 | Norma Klein          |      |                 |                              | Segunda finalista        | |
| 1962 | Liliane Collinet     |      |                 |                              |                          | |